# Наказ № 227

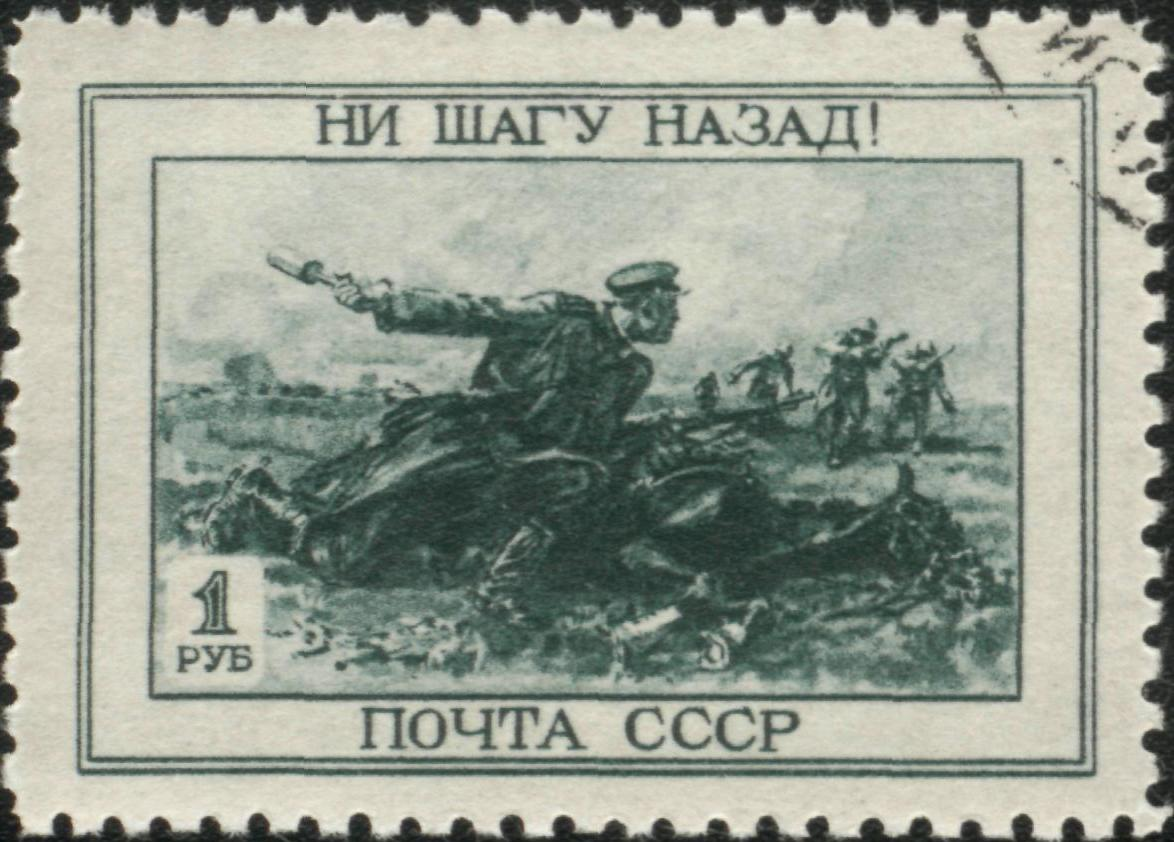
Поштова марка СРСР 1945 року.

Наказ народного комісара оборони Союзу РСР № 227 від 28 липня 1942 року (отримав неофіційну назву «Ні кроку назад!»). Виданий у зв'язку з різким загостренням стратегічної обстановки на радянсько-німецькому фронті, коли війська Червоної армії після поразки в Харківській операції 1942 року, невдалих боїв у районі Воронежа, на Дону та на Донбасі з величезними втратами відступали до Волги і Північного Кавказу. Німці захопили густонаселені й найбільш розвинені промислові і сільсько-господарські райони СРСР. У документі констатувалося: на окупованій території залишилися 70 млн. радянських людей і величезні стратегічні ресурси, СРСР втратив перевагу над Німеччиною в людських резервах і запасах хліба, подальший відступ загрожував державі загибеллю. Наказ мав на меті ліквідувати пораженські настрої у військах, підвищити рівень дисципліни й відповідальності командного складу. Йосип Сталін вимагав наведення в армії «найсуворішого порядку і залізної дисципліни», знімати з посад і судити командирів будь-якого рангу, які допустили відступ військ без наказу вищого командира. Для кожного військовослужбовця оголошувалася вимога — ні кроку назад без наказу командування. Панікерів і боягузів наказувалося знищувати на місці. Передбачалося сформувати в межах фронту 1—3 штрафні батальйони по 800 осіб, а в межах армії — 5—10 штрафних рот по 150—200 осіб у кожній; 3—5 загороджувальних загонів (до 200 осіб у кожному), що мали не допустити несанкціонованого відходу частин із займаних позицій. Командування фронтів зобов'язувалося «ліквідувати відступальні настрої у військах», а також знімати з постів і направляти в Ставку Верховного головнокомандування для притягнення до військового суду командирів, які дозволили самовільний відступ з позицій без наказу командуючого фронту. Аналогічні дії армійського командування передбачалися стосовно командирів та комісарів корпусів, полків і батальйонів. Подальші події показали, що заходи, здійснені відповідно до наказу, не змогли зупинити відступ радянських військ. Проте вони все ж відіграли мобілізуючу роль у наведенні дисципліни й порядку.

Наказ № 227
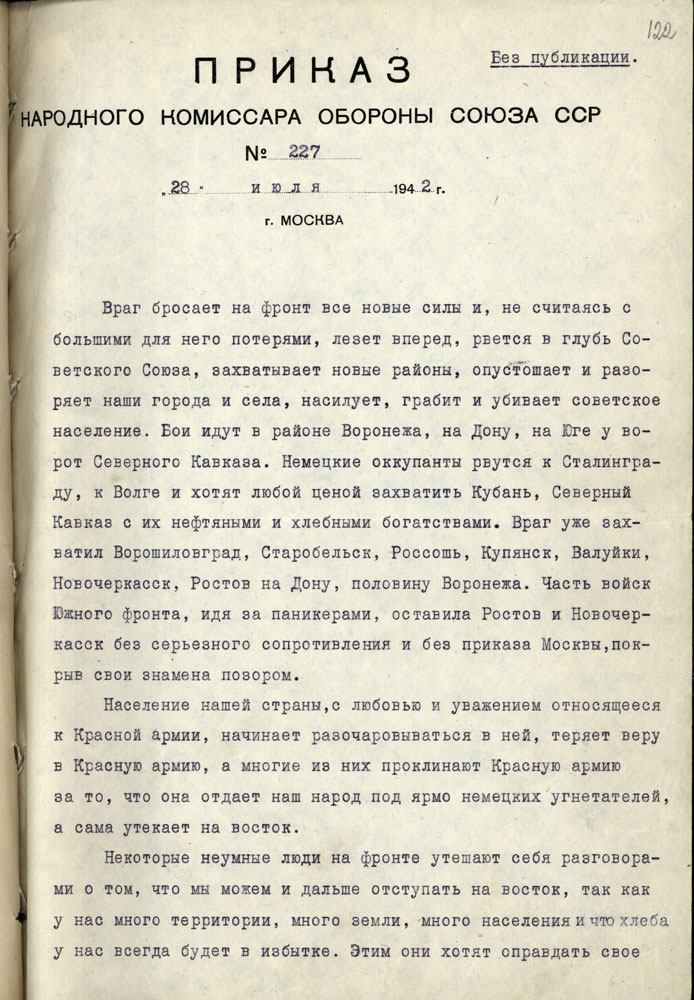
1
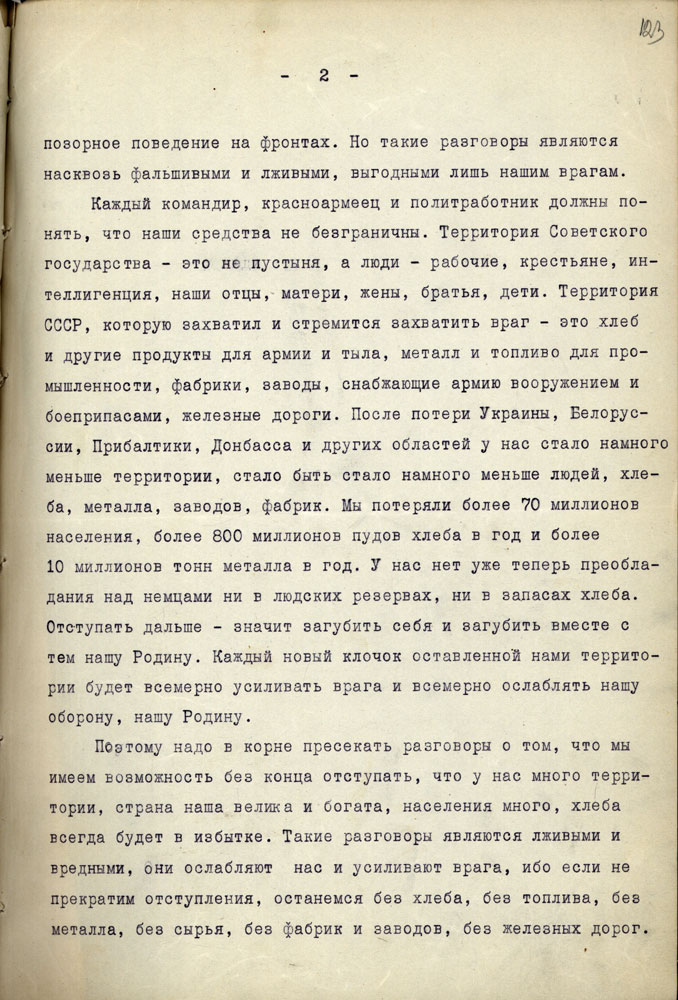
2
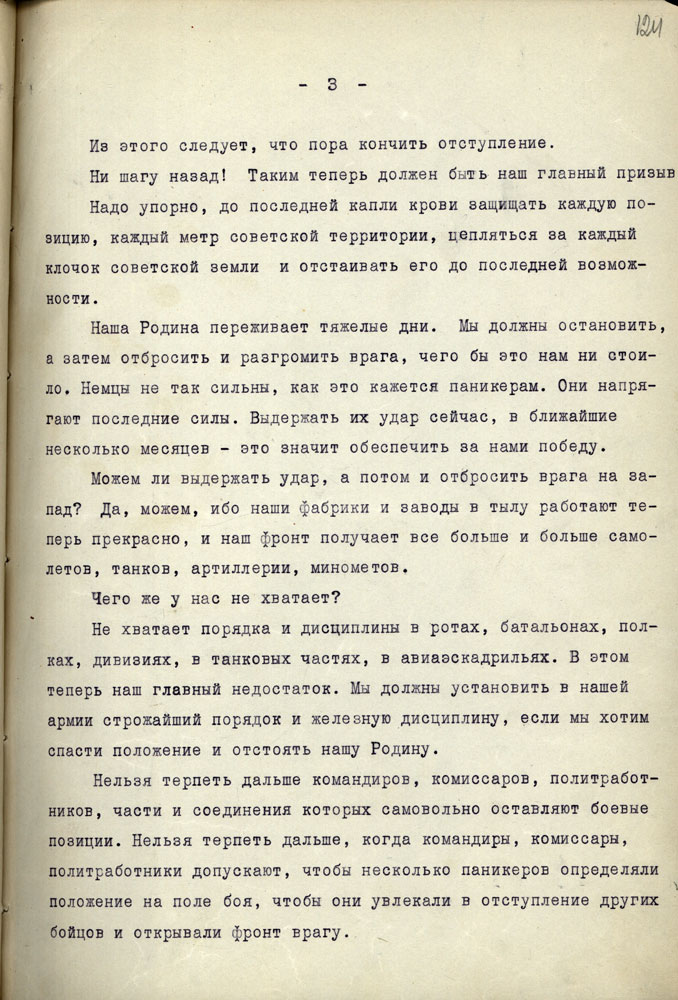
3
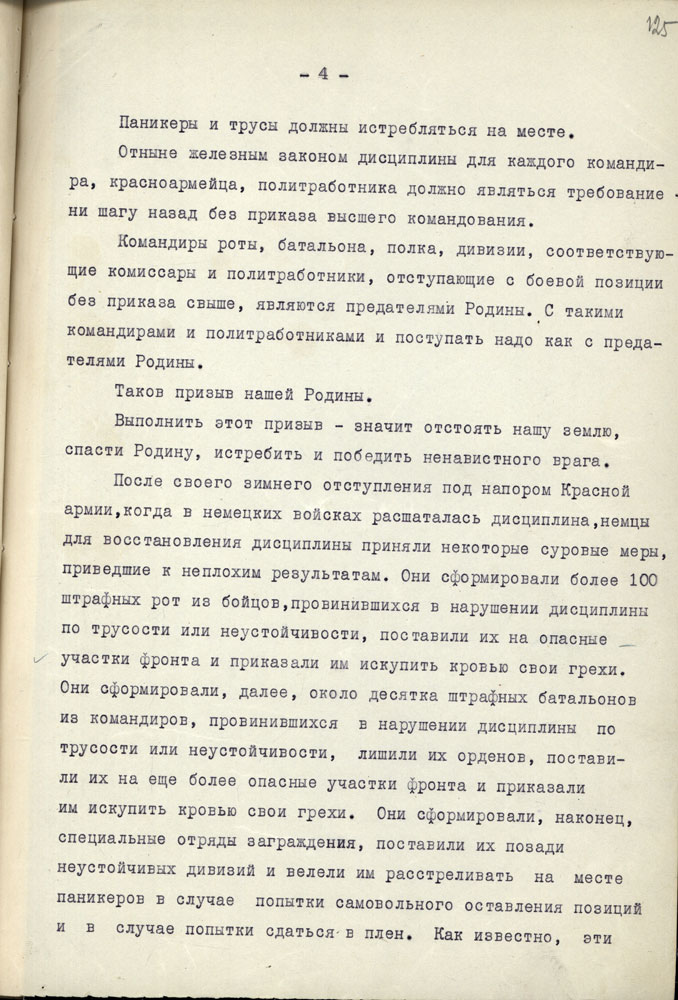
4
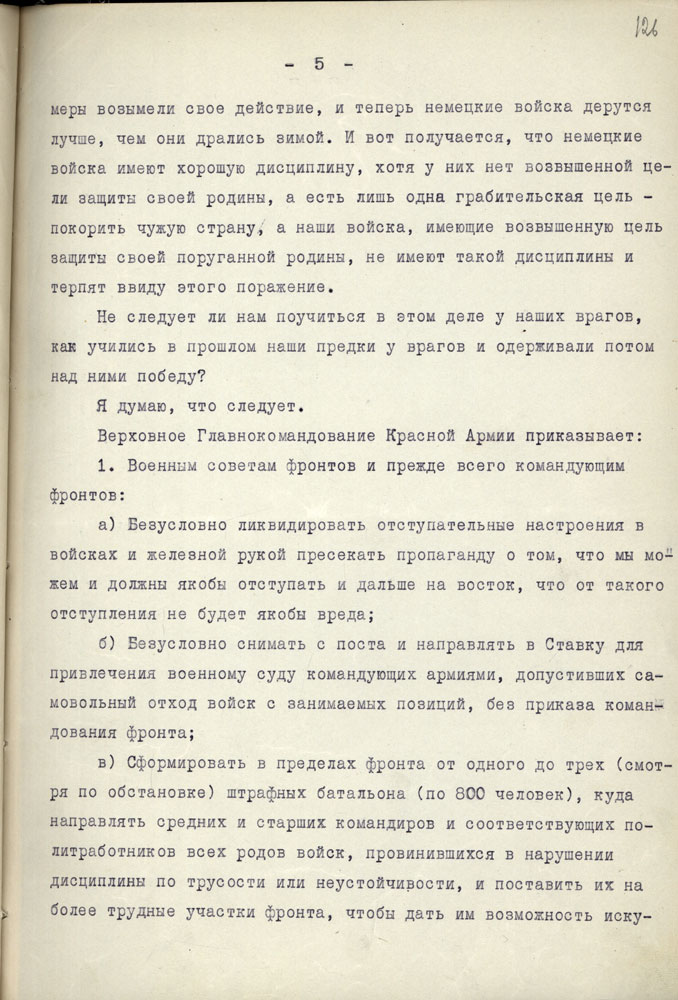
5
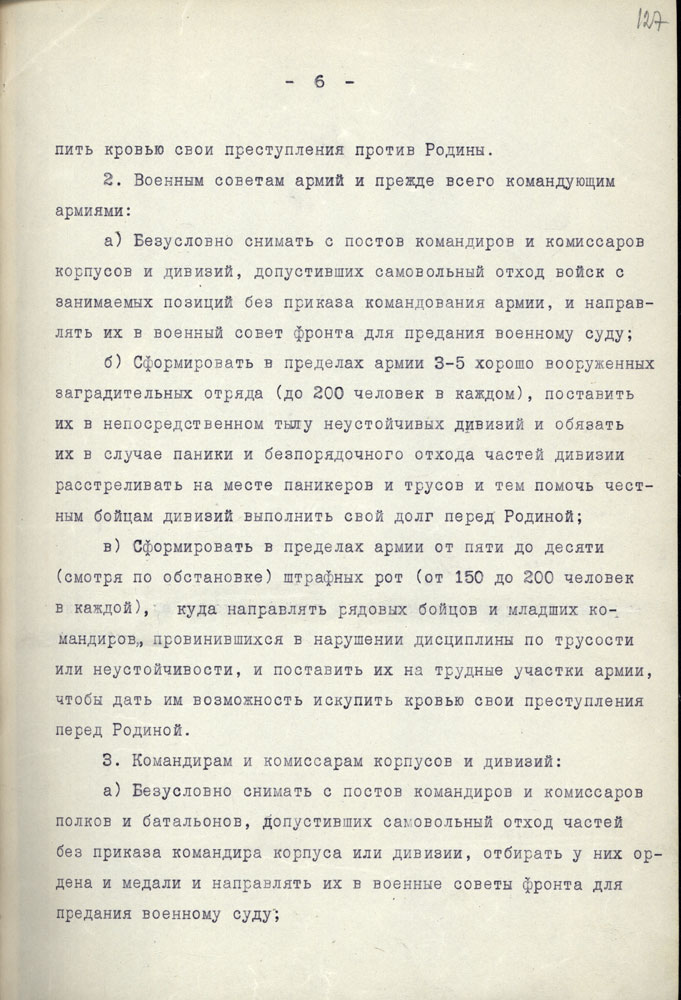
6
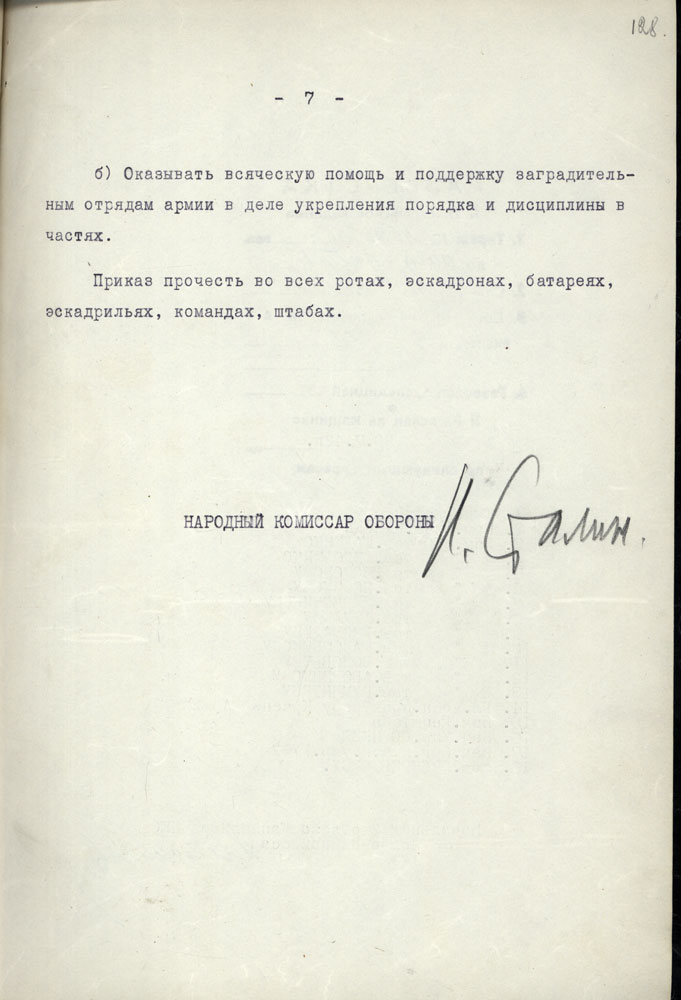
7